# Mazikeen
Mazikeen es un personaje ficticio de la serie de cómic,The Sandman de la compañía de DC Comics. Ella es hija de Lilith, y por ende miembro del clan de los Lilim. Apareció por primera vez en The Sandman (vol. 2) # 22 (diciembre de 1990), y fue creada por Neil Gaiman y Kelley Jones. Su nombre proviene del término "Mazzikin", demonios invisibles que pueden crear molestias menores o mayores según la mitología judía. Mazikeen es la demonio más fuerte de todos y fiel acompañante de Lucifer Morningstar, amo del Infierno. Ella tiene un gran parecido a su madre, Lilith.
Mazikeen hace su aparición en vivo en la serie de televisión Lucifer, retratada por Lesley-Ann Brandt y en el episodio 4 de la primera temporada de la serie The Sandman retratada por Cassie Clare.

## Historia Original
En el cómic Lucifer, Mazikeen es una aliada fiel y amante de Lucifer Morningstar. También ha sido conocida como la líder de guerra de los lilim, una raza de guerreros débiles descendientes de Lilith que han sido exiliados.  Como una guerrera bruta con tácticas de lucha ridículas y un líder burlón, Mazikeen es un personaje destacado en los cómics de Lucifer. Tiene la apariencia de una mujer humana con cabello largo de color negro azulado. Mazikeen apareció por primera vez en The Sandman, donde era la sirvienta de Lucifer mientras él reinaba en el infierno. En ese momento, la mitad de su rostro era normal, pero la otra mitad estaba horriblemente deforme y esquelética (no muy diferente a la apariencia de medio cadáver de la diosa, " Hel / Hell / Hela ", de la mitología nórdica), causando que su discurso sea casi ininteligible (Gaiman escribió el diálogo de Mazikeen tratando de hablar usando solo la mitad de su boca y escribiendo fonéticamente lo que salió).
Cuando Lucifer renunció, Mazikeen dejó el infierno y terminó siguiendo a su maestro (incluso cuando él le dice que deje de seguirlo), convirtiéndose en parte del personal del Lux (en latín significa luz), un bar de élite de Los Ángeles que Lucifer había abierto y en dónde tocaba el piano. Para ocultar su naturaleza demoníaca, cubrió la mitad deformada de su rostro con una máscara plateada y rara vez hablaba. En Lucifer, el rostro de Mazikeen se volvió completamente humano cuando los Basanos la resucitaron después de la destrucción del Lux en un incendio. Esto se debió a que la embarcación de los Basanos, Jill Presto, no se dio cuenta de que la cara de Mazikeen estaba deformada naturalmente y asumió que se había quemado en el fuego.
Cuando Lucifer se negó a ayudarla a restaurar su rostro a su estado anterior, ella desertó y se unió a su familia, los Lilim-in-Exile. 
Como su líder de guerra, lideró su ejército contra el cosmos de Lucifer, aliándose brevemente con los Basanos. Sin embargo, esto fue una artimaña; después de una apuesta desesperada, le dio a Lucifer el tiempo suficiente para destruir a los Basanos y recuperar el control de su creación. Incluso durante su deserción, se la muestra llorando sola en su tienda de campaña de líder de guerra, y se la ve repetidamente como una feroz defensora de Lucifer y sus objetivos.
Con un nuevo rostro completo, inicialmente deseaba que Lucifer eliminara la magia causada por el deseo de Presto. Después de decir que tomaría un esfuerzo y tiempo considerables, cedió y comenzó a usar la media máscara que tenía antes. Desde entonces lo ha usado de manera intermitente, generalmente cuando participa en una batalla o en una misión de Lucifer, como su viaje a las Mansiones del Silencio.
En Lucifer #72, hubo un cambio dramático en el personaje de Mazikeen. Lucifer, mientras hace sus preparativos para dejar la creación de Yahweh para siempre, Lucifer transfiere una parte de su poder a Mazikeen. La porción del poder era el poder que Yahweh le dio a Lucifer en el principio que ahora se le había dado a Mazikeen. Sin embargo, esto enoja mucho a Mazikeen, ya que ella ve este movimiento como Lucifer huyendo y eludiendo todas sus responsabilidades. Ella arremete contra Lucifer con su espada, dejando una cicatriz en su rostro antes de dejarlo. Ella le dice que puede curar su rostro si quiere, pero eso lo convertirá en un cobarde.
Mazikeen y su madre Lilith no se llevaban bien, y Lilith finalmente trató de matarla. Sin embargo, es notable que Mazikeen no participó en los eventos durante la batalla de Armageddon que llevaron a la muerte de su madre. Durante la última parte de la serie, Mazikeen tuvo una relación sexual con una mujer humana llamada Beatrice (una ex empleada de Lux), quien admitió que había estado enamorada de ella durante años. Beatrice finalmente fue arrojada al desierto por orden de Lilith, pero Elaine la rescató. En Lucifer #74, Elaine les da a sus amigos un final lo más feliz posible. Cuando se trata de Mazikeen, Elaine señala el "No me atrevería" en respuesta a la pregunta de si planeaba darle uno a Mazikeen. Luego agrega que Beatrice trabaja en el bar en el que estaban antes.
Durante el transcurso de la serie Lucifer, se revelan algunos detalles del pasado de Mazikeen. El #14 establece que Lilith dio a luz a sus hijos, presumiblemente incluida Mazikeen, mientras vivía en las costas del Mar Rojo. El padre de Mazikeen es identificado como el demonio serpiente Ophur, un hecho que permitió a Mazikeen beber y regurgitar veneno (que es el único poder que tiene). La historia de una sola vez 'Lilith' en el #50 revela la infancia de Mazikeen con su madre junto al Mar Rojo. En este momento, Mazikeen apareció como una niña humana normal, ferozmente a la defensiva de su madre y con una veta de crueldad. 
Un flashback en el #75 muestra a Mazikeen entrando por primera vez al servicio de Lucifer cuando llega al infierno para buscar asilo por una razón no revelada en The Sandman.
Después de que Lucifer dejó el infierno en el #75 de la serie original, como se revela en la nueva serie, Mazikeen asumió el cargo de gobernante del infierno, tras lo cual sus hermanos lilim clavaron sus manos en el trono para mantenerla prisionera. Se liberó de los clavos haciendo que el arcángel caído Gabriel le cortara las manos después de que él le juró lealtad, después de lo cual volvió a unir sus manos y luchó en un duelo con Lucifer e Izanami y su hijo, Takehiko, por el gobierno del infierno. Luego regresó con Lucifer Morningstar y lo siguió nuevamente, conspiró para matar al Nuevo Dios, que había resucitado como una deidad malvada.

## Adaptación de Televisión

### Lucifer
Mazikeen aparece en la serie de Lucifer, anteriormente de Fox y ahora de Netflix, y es interpretada por Lesley-Ann Brandt.
Mazikeen, conocido como "Maze" para abreviar; es la confidente y aliada devota de Lucifer Morningstar. "Forjada en las entrañas del infierno para torturar a los culpables por toda la eternidad", Maze es un demonio que, después de haber servido durante eones como su torturadora principal, acompañó a Lucifer "a través de las puertas del infierno", hasta la Tierra (cinco años antes a los eventos de la serie), donde su primer acto, por instrucciones de Lucifer, fue cortar sus alas de ángel con sus cuchillos gemelos Karambit-esque "forjados en el infierno".
Al comienzo de la serie, Maze se desempeña como jefa de camareros en el club de Lucifer, el Lux, así también como su guardaespaldas, conserje y ayudante personal. Ella entabla relaciones con el hermano ángel de Lucifer, Amenadiel, e incluso sacrifica su oportunidad de regresar al infierno para salvarlo.
En la temporada 2, Maze, incapaz de regresar al infierno, comienza a buscar una nueva dirección en la Tierra. Más tarde se convierte en una cazarrecompensas, habiendo encontrado algo que le pareció adecuado. Maze también se muda con Chloe Decker y su hija, Trixie, con quien Maze, sorprendentemente, se lleva bien. Además, esta temporada pone a prueba la relación de Maze con la Dra. Linda Martin, su terapeuta convertida en mejor amiga que descubre su secreto.
Para la temporada 3, Maze se ha vuelto mucho más emocionalmente humana, al tiempo que conserva su sentido del humor demoníaco y su fascinación por las armas. En esta temporada Maze llega a unirse temporalmente con el villano de la temporada, Caín.
Mazikeen se ha descrito como pansexual. En la 4 temporada, Maze se enamora de Eva, aunque su romance inicia siendo un plan de celos para atraer la atención de Lucifer a Eva, Maze acaba enamorándose de ella y Eva comienza a sentir algo por Maze, pero por sus equivocaciones y por aún no poder dejar sus sentimientos que siente por Lucifer a un lado, ella decide irse al final de la temporada despidiendose de Maze.
En la 5 temporada, Maze está dolida por el abandono de Eva y el de Lucifer, quien se fue al infierno sin ella en el final de la cuarta temporada, y junto a Chloe, intentan distraerse juntas como amigas, aunque Maze lo malinterpreta y la besa. Después de tantos abandonos, Maze decide unirse a Miguel, el hermano gemelo malvado de Lucifer.
Para la última temporada , Maze se reconcilia con Eva y se hacen pareja sentimental y laboralmente, contraen matrimonio y por lo que dice la hija de lucifer en el futuro continúan juntas .

### Sandman
Mazikeen tiene una breve aparición en el episodio 4 de la adaptación de Netflix de la obra de Neil Gaiman interpretada por Cassie Clare. Está caracterizada de forma más fiel a tal y como aparece en la novela gráfica The Sandman, con media cara quemada.